# La Liga 2007–08
Giải vô địch bóng đá Tây Ban Nha 2007-08 hay La Liga 2007-08 là mùa giải thứ 77 của La Liga kể từ khi giải đấu được thành lập, bắt đầu từ ngày 25 tháng 8 năm 2007 và kết thúc vào ngày 18 tháng 5 năm 2008. Real Madrid đã bảo vệ thành công chức vô địch La Liga sau chiến thắng 2-1 trước Osasuna. Mùa giải này, do vòng chung kết Euro 2008 diễn ra nên tất cả các giải đấu ở châu Âu kết thúc sớm hơn so với những mùa giải trước.

## Thăng hạng và xuống hạng
Đội thăng hạng từ Segunda División 2006–07
- Real Valladolid
- UD Almería
- Real Murcia

Đội xuống hạng tới Segunda División 2007–08
- Celta de Vigo
- Real Sociedad
- Gimnàstic de Tarragona

## Thông tin đội bóng

### Sân vận động và vị trí
| Câu lạc bộ             | Sân vận động             | Sức chứa |
| ---------------------- | ------------------------ | -------- |
| FC Barcelona           | Camp Nou                 | 98.772   |
| Real Madrid            | Santiago Bernabéu        | 80.354   |
| RCD Espanyol           | Luís Companys            | 55.926   |
| Atlético Madrid        | Vicente Calderón         | 55.005   |
| Valencia CF            | Mestalla                 | 55.000   |
| Real Betis             | Manuel Ruiz de Lopera    | 52,132   |
| Sevilla FC             | Ramón Sánchez Pizjuán    | 45.500   |
| Athletic Bilbao        | San Mamés                | 39.750   |
| Deportivo de La Coruña | Riazor                   | 34,600   |
| Real Zaragoza          | La Romareda              | 34,596   |
| Real Murcia            | Nueva Condomina          | 33,045   |
| Real Valladolid        | José Zorrilla            | 26,512   |
| Levante UD             | Ciudad de Valencia       | 25,354   |
| RCD Mallorca           | ONO Estadi               | 23,142   |
| Villarreal CF          | El Madrigal              | 23.000   |
| Racing de Santander    | El Sardinero             | 22,400   |
| Recreativo de Huelva   | Nuevo Colombino          | 21,600   |
| CA Osasuna             | Estadio Reyno de Navarra | 19,553   |
| Getafe CF              | Coliseum Alfonso Pérez   | 16,300   |
| UD Almería             | Estadio del Mediterráneo | 15,000   |

## Bảng xếp hạng
| XH | Đội                 | Tr | T  | H  | T  | BT | BB | HS  | Đ  | Lên hay xuống hạng                            | Thành tích đối đầu            |
| -- | ------------------- | -- | -- | -- | -- | -- | -- | --- | -- | --------------------------------------------- | ----------------------------- |
| 1  | Real Madrid (C)     | 38 | 27 | 4  | 7  | 84 | 36 | +48 | 85 | Vòng bảngUEFA Champions League 2008-09        |                               |
| 2  | Villarreal          | 38 | 24 | 5  | 9  | 63 | 40 | +23 | 77 | Vòng bảngUEFA Champions League 2008-09        |                               |
| 3  | Barcelona           | 38 | 19 | 10 | 9  | 76 | 43 | +33 | 67 | Vòng loại thứ baUEFA Champions League 2008-09 |                               |
| 4  | Atlético Madrid     | 38 | 19 | 7  | 12 | 66 | 47 | +19 | 64 | Vòng loại thứ baUEFA Champions League 2008-09 | ATM 4-3 SEV SEV 1-2 ATM       |
| 5  | Sevilla             | 38 | 20 | 4  | 14 | 75 | 49 | +26 | 64 | Vòng 1Cúp UEFA 2008–09                        | ATM 4-3 SEV SEV 1-2 ATM       |
| 6  | Racing Santander    | 38 | 17 | 9  | 12 | 42 | 41 | +1  | 60 | Vòng 1Cúp UEFA 2008–09                        |                               |
| 7  | Mallorca            | 38 | 15 | 14 | 9  | 69 | 54 | +15 | 59 |                                               |                               |
| 8  | Almería             | 38 | 14 | 10 | 14 | 42 | 45 | −3  | 52 | DEP 0-3 ALM ALM 1-0 DEP                       |                               |
| 9  | Deportivo La Coruña | 38 | 15 | 7  | 16 | 46 | 47 | −1  | 52 | DEP 0-3 ALM ALM 1-0 DEP                       | Vòng 3UEFA Intertoto Cup 2008 |
| 10 | Valencia            | 38 | 15 | 6  | 17 | 48 | 62 | −14 | 51 | Vòng 1Cúp UEFA 2008–09 1                      |                               |
| 11 | Athletic Bilbao     | 38 | 13 | 11 | 14 | 40 | 43 | −3  | 50 |                                               |                               |
| 12 | Espanyol            | 38 | 13 | 9  | 16 | 43 | 53 | −10 | 48 |                                               |                               |
| 13 | Betis               | 38 | 12 | 11 | 15 | 45 | 51 | −6  | 47 | BET 3-2 GET GET 1-1 BET                       |                               |
| 14 | Getafe              | 38 | 12 | 11 | 15 | 44 | 48 | −4  | 47 | BET 3-2 GET GET 1-1 BET                       |                               |
| 15 | Valladolid          | 38 | 11 | 12 | 15 | 42 | 57 | −15 | 45 |                                               |                               |
| 16 | Recreativo          | 38 | 11 | 11 | 16 | 40 | 60 | −20 | 44 |                                               |                               |
| 17 | Osasuna             | 38 | 12 | 7  | 19 | 37 | 44 | −7  | 43 |                                               |                               |
| 18 | Zaragoza (R)        | 38 | 10 | 12 | 16 | 50 | 61 | −11 | 42 | Xuống chơi tại Segunda División               |                               |
| 19 | Murcia (R)          | 38 | 7  | 9  | 22 | 36 | 65 | −29 | 30 | Xuống chơi tại Segunda División               |                               |
| 20 | Levante (R)         | 38 | 7  | 5  | 26 | 33 | 75 | −42 | 26 | Xuống chơi tại Segunda División               |                               |

Nguồn: LFP
Quy tắc xếp hạng: 1st Điểm; 2nd Điểm thành tích đối đầu; 3rd Hiệu số bàn thắng thành tích đối đầu; 4th Bàn thắng thành tích đối đầu; 5th Hiệu số bàn thắng; 6th Số bàn thắng.; 7th Điểm số Giải phong cách.
1Valencia được tham dự UEFA Cup nhờ vô địch Cúp Nhà vua Tây Ban Nha 2007–08
(VĐ) = Vô địch; (XH) = Xuống hạng; (LH) = Lên hạng; (O) = Thắng trận Play-off; (A) = Lọt vào vòng sau. 
Chỉ được áp dụng khi mùa giải chưa kết thúc: 
(Q) = Lọt vào vòng đấu cụ thể của giải đấu đã nêu; (TQ) = Giành vé dự giải đấu, nhưng chưa tới vòng đấu đã nêu.
Thành tích đối đầu: Được áp dụng khi số liệu thành tích đối đầu được dùng để xếp hạng các đội bằng điểm nhau.

## kết quả thi đấu
| Nhà \ Khách[1]      | Almeria | Athletic Bilbao | Atletico Madrid | Barcelona | Betis | Deportivo | Espanyol | Getafe | Levante | Mallorca | Murcia | Osasuna | Racing | Real Madrid | Recreativo | Sevilla | Valencia | Valladolid | Villarreal | Zaragoza |
| Almería             |         | 1–1             | 0–0             | 2–2       | 1–1   | 1–0       | 1–0      | 0–2    | 2–1     | 1–1      | 1–0    | 2–0     | 0–1    | 2–0         | 0–2        | 1–0     | 1–2      | 1–0        | 1–0        | 0–1      |
| Athletic Bilbao     | 1–1     |                 | 0–2             | 1–1       | 0–0   | 2–2       | 1–0      | 1–0    | 1–0     | 1–2      | 1–1    | 0–0     | 0–0    | 0–1         | 2–0        | 2–0     | 5–1      | 2–0        | 1–2        | 1–1      |
| Atlético Madrid     | 6–3     | 1–2             |                 | 4–2       | 1–3   | 1–0       | 1–2      | 1–0    | 3–0     | 1–1      | 1–1    | 2–0     | 4–0    | 0–2         | 3–0        | 4–3     | 1–0      | 4–3        | 3–4        | 4–0      |
| Barcelona           | 2–0     | 3–1             | 3–0             |           | 3–0   | 2–1       | 0–0      | 0–0    | 5–1     | 2–3      | 4–0    | 1–0     | 1–0    | 0–1         | 3–0        | 2–1     | 6–0      | 4–1        | 1–2        | 4–1      |
| Betis               | 3–1     | 1–2             | 0–2             | 3–2       |       | 0–1       | 2–2      | 3–2    | 0–1     | 3–0      | 4–0    | 0–3     | 1–1    | 2–1         | 1–1        | 0–2     | 1–2      | 1–1        | 0–1        | 2–1      |
| Deportivo La Coruña | 0–3     | 3–0             | 0–3             | 2–0       | 1–0   |           | 2–0      | 1–1    | 1–0     | 1–1      | 3–1    | 1–2     | 0–1    | 1–0         | 0–2        | 2–1     | 2–4      | 3–1        | 0–2        | 1–1      |
| Espanyol            | 1–3     | 2–1             | 0–2             | 1–1       | 1–2   | 1–0       |          | 1–0    | 1–0     | 2–1      | 0–0    | 0–1     | 0–3    | 2–1         | 1–2        | 2–4     | 2–0      | 0–1        | 3–0        | 1–1      |
| Getafe              | 4–2     | 2–0             | 1–1             | 2–0       | 1–1   | 0–0       | 0–1      |        | 2–1     | 3–3      | 2–0    | 0–2     | 2–1    | 0–1         | 1–1        | 3–2     | 0–0      | 0–3        | 1–3        | 0–0      |
| Levante             | 3–0     | 1–2             | 0–1             | 1–4       | 4–3   | 0–1       | 1–1      | 3–1    |         | 2–2      | 0–0    | 2–1     | 1–1    | 0–2         | 0–2        | 0–2     | 1–5      | 0–3        | 1–2        | 2–1      |
| Mallorca            | 0–0     | 0–0             | 1–0             | 0–2       | 1–1   | 1–0       | 2–2      | 4–2    | 3–0     |          | 1–1    | 2–1     | 3–1    | 1–1         | 7–1        | 2–3     | 0–2      | 4–2        | 0–1        | 3–2      |
| Murcia              | 0–1     | 1–2             | 1–1             | 3–5       | 0–0   | 0–2       | 4–0      | 0–3    | 2–3     | 1–4      |        | 2–0     | 2–1    | 1–1         | 1–0        | 0–0     | 1–0      | 0–1        | 0–1        | 2–1      |
| Osasuna             | 2–1     | 2–0             | 3–1             | 0–0       | 0–1   | 0–1       | 1–2      | 0–2    | 4–1     | 3–1      | 2–1    |         | 0–2    | 1–2         | 0–1        | 1–1     | 0–0      | 2–2        | 3–2        | 1–0      |
| Racing Santander    | 1–0     | 1–0             | 0–2             | 0–0       | 3–0   | 1–3       | 1–1      | 2–0    | 1–0     | 3–1      | 3–2    | 1–0     |        | 0–2         | 2–0        | 0–3     | 1–0      | 2–0        | 0–2        | 2–2      |
| Real Madrid         | 3–1     | 3–0             | 2–1             | 4–1       | 2–0   | 3–1       | 2–1      | 0–1    | 5–2     | 4–3      | 1–0    | 2–0     | 3–1    |             | 2–0        | 3–1     | 2–3      | 7–0        | 3–2        | 2–0      |
| Recreativo          | 1–1     | 1–1             | 0–0             | 2–2       | 1–1   | 3–2       | 2–1      | 1–3    | 2–0     | 0–2      | 4–2    | 1–0     | 0–0    | 2–3         |            | 1–2     | 0–1      | 1–1        | 0–2        | 2–1      |
| Sevilla             | 1–4     | 4–1             | 1–2             | 1–1       | 3–0   | 0–1       | 2–3      | 4–1    | 2–1     | 1–2      | 3–1    | 2–1     | 4–1    | 2–0         | 4–1        |         | 3–0      | 2–0        | 2–0        | 5–0      |
| Valencia            | 0–1     | 0–3             | 3–1             | 0–3       | 3–1   | 2–2       | 1–2      | 2–1    | 0–0     | 0–3      | 3–0    | 3–0     | 1–2    | 1–5         | 1–1        | 1–2     |          | 2–1        | 0–3        | 1–0      |
| Valladolid          | 1–0     | 1–2             | 1–1             | 1–1       | 0–0   | 2–2       | 2–1      | 0–0    | 1–0     | 1–1      | 1–4    | 0–0     | 0–1    | 1–1         | 3–1        | 0–0     | 0–2      |            | 2–0        | 2–1      |
| Villarreal          | 1–1     | 1–0             | 3–0             | 3–1       | 0–1   | 4–3       | 2–0      | 2–0    | 3–0     | 1–1      | 2–0    | 0–0     | 0–0    | 0–5         | 1–1        | 3–2     | 3–0      | 2–0        |            | 2–0      |
| Zaragoza            | 1–1     | 1–0             | 2–1             | 1–2       | 0–3   | 1–0       | 3–3      | 1–1    | 3–0     | 2–2      | 3–1    | 2–1     | 1–1    | 2–2         | 3–0        | 2–0     | 2–2      | 2–3        | 4–1        |          |

Cập nhật lần cuối: 18 tháng 5 năm 2008.
Nguồn: LFP
1 ^ Đội chủ nhà được liệt kê ở cột bên tay trái.
Màu sắc: Xanh = Chủ nhà thắng; Vàng = Hòa; Đỏ = Đội khách thắng.
a nghĩa là có bài viết về trận đấu đó.

## Giải thưởng

### Cúp Pichichi
Cúp Pichichi được trao cho cầu thủ ghi nhiều bàn thắng nhất trong mùa giải.
| Cầu thủ             | Bàn thắng | Penalties | Câu lạc bộ      |
| ------------------- | --------- | --------- | --------------- |
| Dani Güiza          | 27        | 0         | RCD Mallorca    |
| Luís Fabiano        | 24        | 2         | Sevilla FC      |
| Sergio Agüero       | 19        | 0         | Atlético Madrid |
| David Villa         | 18        | 2         | Valencia CF     |
| Nihat Kahveci       | 18        | 0         | Villarreal CF   |
| Raúl González       | 18        | 3         | Real Madrid     |
| Ricardo Oliveira    | 17        | 1         | Zaragoza        |
| Joseba Llorente     | 17        | 1         | Real Valladolid |
| Samuel Eto'o        | 16        | 0         | FC Barcelona    |
| Diego Forlán        | 16        | 2         | Atlético Madrid |
| Frédéric Kanouté    | 16        | 1         | Sevilla FC      |
| Ruud van Nistelrooy | 16        | 3         | Real Madrid     |

### Cúp Zamora
Cúp Zamora được trao cho thủ môn có tỉ lệ để lọt lưới ít nhất.
| Thủ môn               | Bàn thua | Số trận | Trung bình | Câu lạc bộ           |
| --------------------- | -------- | ------- | ---------- | -------------------- |
| Iker Casillas         | 32       | 36      | 0.89       | Real Madrid          |
| Víctor Valdés         | 35       | 35      | 1          | FC Barcelona         |
| Toño                  | 31       | 30      | 1.03       | Racing de Santander  |
| Ricardo López Felipe  | 38       | 36      | 1.06       | CA Osasuna           |
| Miguel Ángel Moyà     | 34       | 29      | 1.17       | RCD Mallorca         |
| Roberto Abbondanzieri | 42       | 34      | 1.24       | Getafe CF            |
| Carlos Kameni         | 38       | 29      | 1.31       | RCD Espanyol         |
| Andrés Palop          | 41       | 30      | 1.37       | Sevilla FC           |
| Stefano Sorrentino    | 60       | 38      | 1.58       | Recreativo de Huelva |
| César Sánchez         | 56       | 35      | 1.6        | Zaragoza             |

### Giải phong cách
| Xếp hạng | Câu lạc bộ       | Điểm |
| -------- | ---------------- | ---- |
| 1        | Deportivo        | 89   |
| 2        | Villarreal       | 92   |
| 3        | Barcelona        | 93   |
| 4        | Valladolid       | 99   |
| 5        | Racing Santander | 107  |
| 6        | Real Madrid      | 109  |
| 7        | Getafe           | 117  |
| 8        | Levante          | 123  |
| 8        | Mallorca         | 123  |
| 8        | Valencia         | 123  |
| 11       | Espanyol         | 127  |
| 12       | Zaragoza         | 129  |
| 13       | Sevilla          | 140  |
| 14       | Almería          | 141  |
| 15       | Osasuna          | 143  |
| 16       | Atlético Madrid  | 157  |
| 17       | Recreativo       | 158  |
| 18       | Murcia           | 159  |
| 19       | Athletic Bilbao  | 160  |
| 20       | Betis            | 178  |

- Nguồn: 2007–08 Fair Play Rankings Season.[4]

### Giải thưởng Pedro Zaballa
Cổ động viên Tây Ban Nha

## Số liệu thống kê mùa giải

### Các bàn thắng
- Bàn thắng đầu tiên của mùa giải: Sergio Agüero của Atlético Madrid ghi vào lưới Real Madrid (25 tháng 8 năm 2007)
- Bàn thắng nhanh nhất trong 1 trận đấu: 7 giây – Joseba Llorente của Valladolid ghi vào lưới Espanyol (20 tháng 1 năm 2008)
- Bàn thắng muộn nhất trong 1 trận đấu: Phút 90+4
  - Manu del Moral của Getafe ghi vào lưới Recreativo (2 tháng 9 năm 2007)
  - Euzebiusz Smolarek của Racing de Santander ghi vào lưới Recreativo (23 tháng 3 năm 2008)
  - Roberto Ayala của Zaragoza ghi vào lưới Deportivo (3 tháng 5 năm 2008)
- Trận thắng cách biệt nhất: 7 bàn – Real Madrid 7–0 Valladolid (10 tháng 2 năm 2008)
- Trận có nhiều bàn thắng nhất: 9 bàn – Atlético Madrid 6-3 Almería (6 tháng 4 năm 2008)
- Hat-trick đầu tiên của mùa giải: Thierry Henry của Barcelona ghi vào lưới Levante (29 tháng 9 năm 2007)
- Bàn phản lưới nhà đầu tiên của mùa giải: Daniel Jarque của Sevilla trong trận gặp Espanyol (25 tháng 9 năm 2007)
- Số bàn thắng nhiều nhất được ghi bởi 1 cầu thủ trong 1 trận: 3 bàn
- Các Hat-trick của giải:
  -  Thierry Henry của Barcelona trong trận gặp Levante (29 tháng 9 năm 2007)
  -  Christian Riganò của Levante trong trận gặp Almería (4 tháng 11 năm 2007)
  -  Joseba Llorente của Valladolid trong trận gặp Recreativo (13 tháng 1 năm 2008)
  -  Samuel Eto'o của Barcelona trong trận gặp Levante (24 tháng 2 năm 2008)
  -  Juan Arango for Mallorca trong trận gặp Recreativo (9 tháng 3 năm 2008)
  -  Xisco của Deportivo trong trận gặp Murcia (30 tháng 3 năm 2008)
  -  Daniel Güiza của Mallorca trong trận gặp Murcia (20 tháng 4 năm 2008)
  -  David Villa của Valencia trong trận gặp Levante (11 tháng 5 năm 2008)
  -  Giovani dos Santos của Barcelona trong trận gặp Murcia (17 tháng 5 năm 2008)
- Đội ghi nhiều bàn nhất trong 1 trận: 7 bàn
  - Real Madrid 7–0 Valladolid (10 tháng 2 năm 2008)
  - Mallorca 7-1 Recreativo (9 tháng 3 năm 2008)
- Đội ghi nhiều bàn nhất trong 1 hiệp: 5 bàn
  - Real Madrid 7–0 Valladolid (10 tháng 2 năm 2008)
  - Mallorca 7-1 Recreativo (9 tháng 3 năm 2008)
- Trận có đội thua cuộc ghi nhiều bàn thắng nhất: 3 bàn
  - Atlético Madrid 4-3 Sevilla (31 tháng 10 năm 2007)
  - Atlético Madrid 3-4 Villarreal (4 tháng 11 năm 2007)
  - Real Madrid 4-3 Mallorca (11 tháng 11 năm 2007)
  - Atlético Madrid 4-3 Valladolid (25 tháng 11 năm 2007)
  - Levante 4-3 Betis (25 tháng 11 năm 2007)
  - Villarreal 4-3 Deportivo (13 tháng 1 năm 2008)
  - Atlético Madrid 6-3 Almería (6 tháng 4 năm 2008)
  - Murcia 3-5 Barcelona (17 tháng 5 năm 2008)

### Thẻ phạt
- Thẻ vàng đầu tiên của mùa giải: Luis Amaranto Perea của Atlético de Madrid trong trận gặp Real Madrid (25 tháng 8 năm 2007)
- Thẻ đỏ đầu tiên của mùa giải: David Cortés của Getafe trong trận gặp Sevilla (25 tháng 8 năm 2007)

### Lượng khán giả trung bình
- Lượng khán giả trung bình cao nhất: 76,234 (Real Madrid)[6]
- Lượng khán giả trung bình thấp nhất: 10,658 (Getafe)[6]

### Giữ sạch lưới
- Số trận giữ sạch lưới nhiều nhất - Villarreal (17)
- Số trận giữ sạch lưới ít nhất - Levante UD (4)

### Tất cả
- Thắng nhiều nhất - Real Madrid (27)
- Thắng ít nhất - Real Murcia và Levante UD (7)
- Hòa nhiều nhất - Mallorca (14)
- Hòa ít nhất - Real Madrid và Sevilla (4)
- Thua nhiều nhất - Levante UD (26)
- Thua ít nhất - Real Madrid (7)
- Ghi bàn nhiều nhất - Real Madrid (84)
- Ghi bàn ít nhất - Levante UD (33)
- Lọt lưới nhiều nhất - Levante UD (75)
- Lọt lưới ít nhất - Real Madrid (36)

### Sân nhà
- Thắng nhiều nhất - Real Madrid (17)
- Thắng ít nhất - Levante UD (5)
- Hòa nhiều nhất - Real Valladolid (9)
- Hòa ít nhất - Real Madrid (0)
- Thua nhiều nhất - Levante UD (10)
- Thua ít nhất - Real Madrid và Villarreal(2)
- Ghi bàn nhiều nhất - Real Madrid (53)
- Ghi bàn ít nhất - Almería (18)
- Lọt lưới nhiều nhất - Levante UD (34)
- Lọt lưới ít nhất - Barcelona (12)

### Sân khách
- Thắng nhiều nhất - Villarreal(12)
- Thắng ít nhất - Real Murcia và Real Zaragoza (1)
- Hòa nhiều nhất - Mallorca và Barcelona (8)
- Hòa ít nhất - Villarreal (0)
- Thua nhiều nhất - Levante UD (16)
- Thua ít nhất - Real Madrid và Mallorca (5)
- Ghi bàn nhiều nhất - Mallorca (34)
- Ghi bàn ít nhất - Levante UD (11)
- Lọt lưới nhiều nhất - Levante UD (41)
- Lọt lưới ít nhất - Real Madrid (18)